# Twist la Beige
Twist la Beige (10 avril 1985 - janvier 2017) est un cheval hongre Anglo-arabe français de robe alezan, qui a concouru en concours complet sous la selle de Jean-Lou Bigot.

## Histoire
Twist la Beige naît le 10 avril 1985 chez François Delalande, au lieu-dit La Beige sur la commune de Mézières-sur-Issoire. À cinq ans, il est acheté par les haras nationaux français qui le confient à Jean-Lou Bigot. Il se place 4e du CCI de Pau en 1991. En 1993, il est champion d'Europe de concours complet.
Testé positif à la piroplasmose, il est privé des Jeux olympiques d'Atlanta en 1996. Il est champion du monde par équipe aux Jeux équestres mondiaux de 1998 et termine 12e des Jeux olympiques de Sydney en 2000. En 1999, son indice de concours complet (ICC) est de 177.
Il est mis à la retraite le 26 mai 2002, au terme du concours complet international de Saumur. Son cavalier le garde à la retraite dans sa propriété. Il meurt fin janvier 2017, à l'âge de 32 ans, témoignant d'une très grande longévité pour un cheval de sport.

## Description
Twist la Beige est un mâle Anglo-arabe alezan à 53,96 % arabe, fils de Djahil et d'Habanera. Il est considéré comme l'un des meilleurs chevaux de cross au monde. En revanche, il a des faiblesses en dressage et en saut d'obstacles, ainsi qu'une tendance à l'émotivité pendant ses séances de trotting.

## Annexe